# Liste der Naturschutzgebiete in Oberbayern
Die Liste der Naturschutzgebiete in Oberbayern bindet folgende Listen der Naturschutzgebiete in oberbayerischen Landkreisen und Städten aus dem Artikelnamensraum ein:
- Liste der Naturschutzgebiete im Landkreis Altötting
- Liste der Naturschutzgebiete im Landkreis Bad Tölz-Wolfratshausen
- Liste der Naturschutzgebiete im Landkreis Berchtesgadener Land
- Liste der Naturschutzgebiete im Landkreis Dachau
- Liste der Naturschutzgebiete im Landkreis Ebersberg
- Liste der Naturschutzgebiete im Landkreis Eichstätt
- Liste der Naturschutzgebiete im Landkreis Erding
- Liste der Naturschutzgebiete im Landkreis Freising
- Liste der Naturschutzgebiete im Landkreis Fürstenfeldbruck
- Liste der Naturschutzgebiete im Landkreis Garmisch-Partenkirchen
- Liste der Naturschutzgebiete in Ingolstadt
- Liste der Naturschutzgebiete im Landkreis Landsberg am Lech
- Liste der Naturschutzgebiete im Landkreis Mühldorf am Inn
- Liste der Naturschutzgebiete im Landkreis und in der Stadt München
- Liste der Naturschutzgebiete im Landkreis Neuburg-Schrobenhausen
- Liste der Naturschutzgebiete im Landkreis Pfaffenhofen an der Ilm
- Liste der Naturschutzgebiete in der Stadt und Landkreis Rosenheim
- Liste der Naturschutzgebiete im Landkreis Starnberg
- Liste der Naturschutzgebiete im Landkreis Traunstein
- Liste der Naturschutzgebiete im Landkreis Weilheim-Schongau

Die Auswahl entspricht dem Regierungsbezirk Oberbayern. Im Regierungsbezirk gibt es 133 Naturschutzgebiete (Stand Mai 2016). Zusammen nehmen sie eine Fläche von 90.346 Hektar ein. Das größte Naturschutzgebiet im Bezirk ist das Ammergebirge.
| Bucher Moor                                                                   | BW | NSG-00287.01 WDPA: 162612    | Landkreis Altötting                                                          | | ⊙ | 13,09     | 1984          |
| Innleite bei Marktl mit Dachlwand                                             |    | NSG-00272.01 WDPA: 163920    | Landkreis Altötting                                                          | | ⊙ | 204,91    | 1986          |
| Untere Alz                                                                    |    | NSG-00374.01 WDPA: 165995    | Landkreis Altötting                                                          | Emmerting, Mehring, Marktl, Neuötting | ⊙ | 749,88    | 1990          |
| Vogelfreistätte Salzachmündung                                                |    | NSG-00419.01 WDPA: 166076    | Landkreis Altötting, Landkreis Rottal-Inn                                    | LK Altötting 288,03 ha, LK Rottal-Inn 281,51 ha | ⊙ | 569,54    | 1992          |
| Am Ostufer des Starnberger Sees                                               |    | NSG-00438.01 WDPA: 162176    | Landkreis Bad Tölz-Wolfratshausen, Landkreis Starnberg                       | [ 2 ] | ⊙ | 2,568     | 1985          |
| Babenstubener Moore                                                           |    | NSG-00325.01 WDPA: 162311    | Landkreis Bad Tölz-Wolfratshausen                                            | | ⊙ | 211,29    | 1994          |
| Ellbach- und Kirchseemoor                                                     |    | NSG-00030.01 WDPA: 4416      | Landkreis Bad Tölz-Wolfratshausen                                            | Bad Tölz Drittgrößtes Moorgebiet Bayerns. Es zeichnet sich besonders durch seine landschaftliche Vielfalt und Schönheit aus. | ⊙ | 797,54    | 1970          |
| Habichau                                                                      |    | NSG-00056.01 WDPA: 81792     | Landkreis Bad Tölz-Wolfratshausen                                            | | ⊙ | 25,88     | 1951          |
| Hechenberger Leite                                                            |    | NSG-00381.01 WDPA: 163568    | Landkreis Bad Tölz-Wolfratshausen                                            | | ⊙ | 20,12     | 1991          |
| Insel Sassau im Walchensee                                                    |    | NSG-00108.01 WDPA: 81999     | Landkreis Bad Tölz-Wolfratshausen                                            | | ⊙ | 7,73      | 1978          |
| Isarauen zwischen Schäftlarn und Bad Tölz (ex-Pupplinger und Ascholdinger Au) |    | NSG-00267.01 WDPA: 4413      | Landkreis Bad Tölz-Wolfratshausen                                            | Wolfratshauser Forst | ⊙ | 1.656,60  | 1986          |
| Karwendel und Karwendelvorgebirge                                             |    | NSG-00171.01 WDPA: 4418      | Landkreis Bad Tölz-Wolfratshausen, Landkreis Garmisch-Partenkirchen          | Karwendel und Karwendelvorgebirge sind Teil des FFH-Gebietes „Karwendel mit Isar“ LK Bad Tölz-Wolfratshausen 10.648,49 ha, LK Garmisch-Partenkirchen 8.699,05 ha                                                                                                 | ⊙ | 19.347,54 | 1983          |
| Klosterfilz                                                                   |    | NSG-00280.01 WDPA: 164149    | Landkreis Bad Tölz-Wolfratshausen                                            | | ⊙ | 25,77     | 1986          |
| Leonhardsfilz                                                                 |    | NSG-00060.01 WDPA: 82088     | Landkreis Bad Tölz-Wolfratshausen                                            | | ⊙ | 15,44     | 1951          |
| Schellenbergmoor                                                              |    | NSG-00306.01 WDPA: 82517     | Landkreis Bad Tölz-Wolfratshausen                                            | | ⊙ | 30,22     | 1987          |
| Zellbachtal                                                                   |    | NSG-00614.01 WDPA: 319361    | Landkreis Bad Tölz-Wolfratshausen                                            | | ⊙ | 130,27    | 2003          |
| Aschau                                                                        |    | NSG-00561.01 WDPA: 318121    | Landkreis Berchtesgadener Land                                               | | ⊙ | 729,13    | 1982          |
| Schwarzbach                                                                   |    | NSG-00515.01 WDPA: 165489    | Landkreis Berchtesgadener Land                                               | | ⊙ | 51,17     | 1996          |
| Weichser Moos                                                                 |    | NSG-00554.01 WDPA: 319296    | Landkreis Dachau                                                             | | ⊙ | 55,48     | 1998          |
| Vogelfreistätte Egglburger See                                                |    | NSG-00098.01 WDPA: 82790     | Landkreis Ebersberg                                                          | | ⊙ | 75,60     | 1973          |
| Alte Donau mit Brenne                                                         | BW | NSG-00322.01 WDPA: 162081    | Landkreis Eichstätt                                                          | Großmehring Typische Lebensgemeinschaften der Donauauen und besteht aus der Alten Donau. | ⊙ | 225,08    | 1987          |
| Arnsberger Leite                                                              |    | NSG-00271.01 WDPA: 162239    | Landkreis Eichstätt                                                          | Arnsberg Magerrasen mit der für den Jura typischen Palette von Pflanzen- und Tierarten. | ⊙ | 20,50     | 1997          |
| Arzberg bei Beilngries                                                        |    | NSG-00747.01 WDPA: 555546332 | Landkreis Eichstätt                                                          | Beilngries Naturnaher und großflächiger Komplex an Trockenstandorten am Zusammenfluss von Altmühl und Sulz mit seinen Halbtrockenrasen. | ⊙ | 76,14     |               |
| Gungoldinger Wacholderheide                                                   |    | NSG-00076.01 WDPA: 163412    | Landkreis Eichstätt                                                          | Gungolding Größte in Bayern als Naturschutzgebiet ausgewiesene Wacholderheide. | ⊙ | 72,38     | 1959          |
| Königsau bei Großmehring                                                      | BW | NSG-00281.01 WDPA: 164198    | Landkreis Eichstätt, Landkreis Pfaffenhofen an der Ilm                       | Großmehring Feuchtgebiet, bestehend aus einem Altwasserarm der Donau sowie zwei ehemaligen Kiesgruben. LK Eichstätt 27,40 ha, LK Pfaffenhofen an der Ilm 2,21 ha                                                                                                 | ⊙ | 29,61     | 1986          |
| Kreutberg bei Altmannstein                                                    | BW | NSG-00247.01 WDPA: 164251    | Landkreis Eichstätt                                                          | Altmannstein Vielfältig gegliederter Komplex aus Halbtrockenrasen, Saumgesellschaften, Trockenrasen und Felsfluren. | ⊙ | 23,50     | 1985          |
| Trockenhänge bei Dollnstein                                                   |    | NSG-00133.01 WDPA: 82737     | Landkreis Eichstätt                                                          | Dollnstein Charakteristische Vegetation im bestehenden Umfang, die aus Halbtrockenrasen, Trockenrasen und Felsgrusfluren besteht. | ⊙ | 61,99     | 1980          |
| Freisinger Buckl                                                              |    | NSG-00176.01 WDPA: 81692     | Landkreis Erding                                                             | Eitting | ⊙ | 22,01     | 1940          |
| Gfällach                                                                      |    | NSG-00379.01 WDPA: 163240    | Landkreis Erding                                                             | Moosinning | ⊙ | 6,36      | 1991          |
| Notzingermoos                                                                 | BW | NSG-00494.01 WDPA: 164849    | Landkreis Erding                                                             | Oberding | ⊙ | 138,88    | 1995          |
| Oberdingermoos                                                                | BW | NSG-00492.01 WDPA: 164861    | Landkreis Erding                                                             | Oberding | ⊙ | 138,26    | 1995          |
| Viehlaßmoos                                                                   |    | NSG-00175.01 WDPA: 82780     | Landkreis Erding                                                             | Eitting, Berglern | ⊙ | 244,33    | 1983          |
| Vogelfreistätte Eittinger Weiher                                              |    | NSG-00251.01 WDPA: 166069    | Landkreis Erding                                                             | Eitting | ⊙ | 20,72     | 1985          |
| Zengermoos                                                                    |    | NSG-00491.01 WDPA: 166402    | Landkreis Erding                                                             | Moosinning, Oberding | ⊙ | 251,17    | 2002          |
| Alte Kiesgrube bei Vötting                                                    | BW | NSG-00045.01 WDPA: 81267     | Landkreis Freising                                                           | | ⊙ | 1,47      | 1943          |
| Amperauen mit Altwasser bei Palzing                                           |    | NSG-00291.01 WDPA: 162201    | Landkreis Freising                                                           | | ⊙ | 64,01     | 14. Okt. 1986 |
| Echinger Lohe                                                                 |    | NSG-00044.01 WDPA: 81570     | Landkreis Freising                                                           | | ⊙ | 23,69     | 24. Nov. 1976 |
| Garchinger Heide                                                              |    | NSG-00389.01 WDPA: 81713     | Landkreis Freising                                                           | | ⊙ | 26,89     | 9. Juli 1991  |
| Isarauen zwischen Hangenham und Moosburg                                      |    | NSG-00246.01 WDPA: 163928    | Landkreis Erding, Landkreis Freising                                         | Langenbach, Moosburg an der Isar, Eitting, Langenpreising Halbtrockenrasen mit spezialisierten Insekten und Pflanzen. LK Erding 50,53 ha, LK Freising 577,56 ha.                                                                                                 | ⊙ | 628,09    | 10. Mai 1985  |
| Mallertshofer Holz mit Heiden                                                 |    | NSG-00501.01 WDPA: 164561    | Landkreis Freising, Landkreis München                                        | LK Freising 235,82 ha, LK München 363,79 ha | ⊙ | 599,61    | 18. Okt. 1994 |
| Vogelfreistätte Mittlere Isarstauseen                                         |    | NSG-00170.01 WDPA: 82804     | Landkreis Freising, Landkreis Landshut                                       | LK Freising 191,12 ha, LK Landshut 399,13 ha | ⊙ | 590,25    | 23. Sep. 1982 |
| Amperauen mit Leitenwälder zwischen Fürstenfeldbruck und Schöngeising         |    | NSG-00511.01 WDPA: 162202    | Landkreis Fürstenfeldbruck                                                   | | ⊙ | 184,57    | 1986          |
| Haspelmoor                                                                    |    | NSG-00250.01 WDPA: 163552    | Landkreis Fürstenfeldbruck                                                   | | ⊙ | 157,66    | 1985          |
| Altenauer Moor                                                                |    | NSG-00097.01 WDPA: 81269     | Landkreis Garmisch-Partenkirchen                                             | | ⊙ | 57,79     | 1973          |
| Ammergebirge                                                                  |    | NSG-00274.01 WDPA: 4419      | Landkreis Garmisch-Partenkirchen, Landkreis Ostallgäu                        | Schwangau Eine der repräsentativsten Hochlagen-Moorlandschaften der gesamten Alpen. LK Garmisch-Partenkirchen 18.496,84 ha, LK Ostallgäu 10.380,07 ha | ⊙ | 28.876,91 | 1993          |
| Ammerschlucht an der Echelsbacher Brücke                                      |    | NSG-00077.01 WDPA: 318113    | Landkreis Garmisch-Partenkirchen, Landkreis Weilheim-Schongau                | LK Garmisch-Partenkirchen 11,85 ha, LK Weilheim-Schongau 20,56 ha | ⊙ | 32,41     | 1986          |
| Ammerschlucht im Bereich des Scheibum                                         |    | NSG-00066.01 WDPA: 318114    | Landkreis Garmisch-Partenkirchen, Landkreis Weilheim-Schongau                | LK Garmisch-Partenkirchen 20,32 ha, LK Weilheim-Schongau 22,35 ha | ⊙ | 42,67     | 1959          |
| Arnspitze                                                                     |    | NSG-00158.01 WDPA: 162241    | Landkreis Garmisch-Partenkirchen                                             | | ⊙ | 222,54    | 1986          |
| Buckelwiesen am Geißschädel                                                   |    | NSG-00324.01 WDPA: 162624    | Landkreis Garmisch-Partenkirchen                                             | | ⊙ | 27,48     | 1994          |
| Buckelwiesen am Plattele                                                      |    | NSG-00323.01 WDPA: 162625    | Landkreis Garmisch-Partenkirchen                                             | | ⊙ | 35,17     | 1987          |
| Ettaler Weidmoos                                                              |    | NSG-00166.01 WDPA: 81633     | Landkreis Garmisch-Partenkirchen                                             | | ⊙ | 155,45    | 2002          |
| Froschhauser See                                                              |    | NSG-00254.01 WDPA: 163161    | Landkreis Garmisch-Partenkirchen                                             | | ⊙ | 36,70     | 1983          |
| Kochelfilz bei Unterammergau                                                  |    | NSG-00312.01 WDPA: 164173    | Landkreis Garmisch-Partenkirchen                                             | | ⊙ | 89,82     | 1987          |
| Murnauer Moos                                                                 |    | NSG-00129.01 WDPA: 30118     | Landkreis Garmisch-Partenkirchen                                             | | ⊙ | 2.377,98  | 1980          |
| Pulvermoos                                                                    |    | NSG-00149.01 WDPA: 82347     | Landkreis Garmisch-Partenkirchen                                             | | ⊙ | 128,66    | 1982          |
| Riedboden                                                                     | BW | NSG-00157.01 WDPA: 82410     | Landkreis Garmisch-Partenkirchen                                             | | ⊙ | 146,39    | 1982          |
| Schachen und Reintal                                                          |    | NSG-00092.01 WDPA: 20723     | Landkreis Garmisch-Partenkirchen                                             | Der Schachen und das Reintal im Wettersteingebirge. FFH-Gebiet | ⊙ | 3.965,02  | 1970          |
| Westlicher Staffelsee mit angrenzenden Mooren                                 |    | NSG-00557.01 WDPA: 319321    | Landkreis Garmisch-Partenkirchen                                             | | ⊙ | 973,42    | 1999          |
| Donauauen an der Kälberschütt                                                 |    | NSG-00416.01 WDPA: 162780    | Ingolstadt, Landkreis Eichstätt                                              | Großmehring Naturnahe Auenbiotope, bestehend aus Weichholz- und Hartholzauenwäldern, markanten Einzelbäumen und Baumgruppen sowie Altwässer. Ingolstadt 93,19 ha, LK Eichstätt 22,87 ha                                                                          | ⊙ | 116,06    | 1988          |
| Dettenhofer Filz und Hälsle                                                   |    | NSG-00063.01 WDPA: 81520     | Landkreis Landsberg am Lech                                                  | | ⊙ | 119,16    | 1992          |
| Erlwiesfilz, Bremstauden, Am Eschenbächel                                     |    | NSG-00062.01 WDPA: 81622     | Landkreis Landsberg am Lech                                                  | | ⊙ | 127,16    | 1987          |
| Lechauwald bei Unterbergen                                                    |    | NSG-00377.01 WDPA: 164410    | Landkreis Landsberg am Lech, Landkreis Aichach-Friedberg                     | Merching "Auwaldgebiet mit dominierenden Grauerlenwäldern, Kiefernwaldrelikten und Magerrasen ("Brennen"), dementsprechend reichhaltige Pflanzen- und Tierwelt. Teil der "Biotopbrücke Lechtal"." LK Landsberg am Lech 153,35 ha, LK Aichach-Friedberg 215,57 ha | ⊙ | 368,92    | 1990          |
| Oberhauser Weiher                                                             |    | NSG-00282.01 WDPA: 164894    | Landkreis Landsberg am Lech                                                  | | ⊙ | 30,89     | 1986          |
| Seeholz und Seewiese                                                          |    | NSG-00245.01 WDPA: 165538    | Landkreis Landsberg am Lech                                                  | | ⊙ | 96,57     | 1985          |
| Steilhalden und Flussauen des Lechs zwischen Kinsau und Hohenfurch            |    | NSG-00643.01 WDPA: 329641    | Landkreis Landsberg am Lech, Landkreis Weilheim-Schongau                     | LK Landsberg am Lech 84,96 ha, LK Weilheim-Schongau 103,34 ha | ⊙ | 188,3     | 2004          |
| Vogelfreistätte Ammersee-Südufer                                              |    | NSG-00120.01 WDPA: 82786     | Landkreis Landsberg am Lech, Landkreis Weilheim-Schongau                     | LK Landsberg am Lech 403,98 ha, LK Weilheim-Schongau 199,67 ha | ⊙ | 603,65    | 1979          |
| Vogelfreistätte Graureiherkolonie bei Au a. Inn                               | BW | NSG-00153.01 WDPA: 82793     | Landkreis Mühldorf am Inn                                                    | | ⊙ | 21,01     | 1982          |
| Allacher Lohe                                                                 |    | NSG-00573.01 WDPA: 318087    | München                                                                      | | ⊙ | 156,41    | 2000          |
| Kupferbachtal bei Unterlaus                                                   |    | NSG-00177.01 WDPA: 164300    | Landkreis München, Landkreis Ebersberg, Landkreis Rosenheim                  | LK München 18,48 ha, LK Ebersberg 2,87 ha, LK Rosenheim 24,12 ha | ⊙ | 45,47     | 1983          |
| Panzerwiese und Hartelholz                                                    |    | NSG-00611.01 WDPA: 318931    | München                                                                      | umfasst die Panzerwiese und das nördlich daran anschließende Hartelholz im Münchner Stadtbezirk Milbertshofen-Am Hart | ⊙ | 268,77    | 2002          |
| Schwarzhölzl                                                                  |    | NSG-00460.01 WDPA: 165514    | München, Landkreis München, Landkreis Dachau                                 | München 80,49 ha, LK München 26,70 ha, LK Dachau 28,19 ha | ⊙ | 135,38    | 1994          |
| Südliche Fröttmaninger Heide                                                  |    | NSG-00750.01 WDPA: 555632900 | München, Landkreis München                                                   | Teil der eiszeitlichen Schotterlandschaft im Norden Münchens mit seinen Kalkmagerrasen und lichten Kiefernwaldbeständen. | ⊙ | 347       | 2016          |
| Vogelfreistätte südlich der Fischteiche der Mittleren Isar                    |    | NSG-00007.01 WDPA: 82806     | Landkreis München                                                            | | ⊙ | 8,20      | 1938          |
| Donaualtwasser Schnödhof                                                      |    | NSG-00468.01 WDPA: 162778    | Landkreis Neuburg-Schrobenhausen, Landkreis Donau-Ries                       | Marxheim Großer Altwasser-/Uferkomplex an der Donau mit weiten Verlandungszonen, Auwaldresten und mageren Auenwiesen. LK Neuburg-Schrobenhausen 58,62 ha, LK Donau-Ries 23,84 ha                                                                                 | ⊙ | 82,46     | 1994          |
| Finkenstein                                                                   |    | NSG-00201.01 WDPA: 81667     | Landkreis Neuburg-Schrobenhausen                                             | Neuburg an der Donau | ⊙ | 7,05      | 1940          |
| Kreut                                                                         |    | NSG-00582.01 WDPA: 318689    | Landkreis Neuburg-Schrobenhausen                                             | | ⊙ | 180,26    | 2000          |
| Kundinger Feld                                                                | BW | NSG-00190.01 WDPA: 164299    | Landkreis Neuburg-Schrobenhausen                                             | | ⊙ | 13,39     | 1983          |
| Mauerner Höhlen                                                               |    | NSG-00124.01 WDPA: 82146     | Landkreis Neuburg-Schrobenhausen                                             | | ⊙ | 7,03      | 1979          |
| Trockenhänge Leitenberg bei Illdorf                                           | BW | NSG-00253.01 WDPA: 165955    | Landkreis Neuburg-Schrobenhausen                                             | | ⊙ | 11,92     | 1985          |
| Nöttinger Viehweide und Badertaferl                                           |    | NSG-00270.01 WDPA: 82259     | Landkreis Pfaffenhofen an der Ilm                                            | | ⊙ | 148,06    | 1986          |
| Oberstimmer Schacht                                                           | BW | NSG-00572.01 WDPA: 164902    | Landkreis Pfaffenhofen an der Ilm                                            | | ⊙ | 18,39     | 2000          |
| Windsberg                                                                     | BW | NSG-00239.01 WDPA: 166325    | Landkreis Pfaffenhofen an der Ilm                                            | | ⊙ | 8,38      | 1985          |
| Auer Weidmoos                                                                 |    | NSG-00117.01 WDPA: 81325     | Landkreis Rosenheim                                                          | | ⊙ | 76,95     | 1999          |
| Eggstätt-Hemhofer Seenplatte                                                  |    | NSG-00154.01 WDPA: 4417      | Landkreis Rosenheim                                                          | | ⊙ | 1.023,78  | 1939          |
| Frauenöder Filz                                                               | BW | NSG-00031.01 WDPA: 81690     | Landkreis Rosenheim                                                          | | ⊙ | 12,63     | 1993          |
| Geigelstein                                                                   |    | NSG-00384.01 WDPA: 64683     | Landkreis Rosenheim, Landkreis Traunstein                                    | LK Rosenheim 1.515,53 ha, LK Traunstein 1.623,57 ha | ⊙ | 3.139,1   | 1991          |
| Hacken und Rottauer Filz                                                      |    | NSG-00373.01 WDPA: 163467    | Landkreis Rosenheim, Landkreis Traunstein                                    | LK Rosenheim 24,91 ha, LK Traunstein 339,16 ha | ⊙ | 364,07    | 1990          |
| Hochmoor am Kesselsee                                                         |    | NSG-00156.01 WDPA: 81897     | Landkreis Rosenheim                                                          | | ⊙ | 82,87     | 1982          |
| Irlhamer Moos                                                                 |    | NSG-00059.01 WDPA: 82004     | Landkreis Rosenheim                                                          | | ⊙ | 38,02     | 1951          |
| Kalten                                                                        |    | NSG-00347.01 WDPA: 164009    | Rosenheim, Landkreis Rosenheim                                               | Kaltenbach, Stadt Rosenheim 47,90 ha, LK Rosenheim 47,77 ha | ⊙ | 95,67     | 1989          |
| Kühwampenmoor                                                                 | BW | NSG-00047.01 WDPA: 164292    | Landkreis Rosenheim                                                          | | ⊙ | 23,23     | 1949          |
| Murner Filz                                                                   |    | NSG-00051.01 WDPA: 82197     | Landkreis Rosenheim                                                          | | ⊙ | 98,47     | 1950          |
| Südufer des Simssees                                                          |    | NSG-00433.01 WDPA: 165791    | Landkreis Rosenheim                                                          | | ⊙ | 254,84    | 1993          |
| Vogelfreistätte Innstausee bei Attel und Freiham                              |    | NSG-00163.01 WDPA: 82797     | Landkreis Rosenheim                                                          | | ⊙ | 566,28    | 1982          |
| Am Ostufer des Starnberger Sees                                               |    | NSG-00438.01 WDPA: 162176    | Landkreis Bad Tölz-Wolfratshausen, Landkreis Starnberg                       | [ 6 ] | ⊙ | 2,568     | 1985          |
| Ampermoos                                                                     |    | NSG-00168.01 WDPA: 81306     | Landkreis Fürstenfeldbruck, Landkreis Landsberg am Lech, Landkreis Starnberg | LK Fürstenfeldbruck 282,44 ha, LK Landsberg am Lech 107,23 ha, LK Starnberg 138,79 ha | ⊙ | 528,46    | 1996          |
| Görbelmoos                                                                    |    | NSG-00034.01 WDPA: 81740     | Landkreis Starnberg                                                          | | ⊙ | 15,06     | 1941          |
| Herrschinger Moos                                                             |    | NSG-00169.01 WDPA: 163656    | Landkreis Starnberg                                                          | | ⊙ | 107,51    | 1982          |
| Karpfenwinkel mit Streuwiesen am Starnberger See                              |    | NSG-00238.01 WDPA: 164029    | Landkreis Starnberg, Landkreis Weilheim-Schongau                             | LK Starnberg 29,31 ha, LK Weilheim-Schongau 3,98 ha | ⊙ | 33,29     | 1985          |
| Leutstettener Moos                                                            |    | NSG-00228.01 WDPA: 164444    | Landkreis Starnberg                                                          | | ⊙ | 214,96    | 1985          |
| Maisinger See                                                                 |    | NSG-00313.01 WDPA: 82137     | Landkreis Starnberg                                                          | | ⊙ | 116,58    | 1987          |
| Mesnerbichl                                                                   |    | NSG-00039.01 WDPA: 82160     | Landkreis Starnberg                                                          | | ⊙ | 2,62      | 1941          |
| Schluifelder Moos                                                             | BW | NSG-00286.01 WDPA: 165429    | Landkreis Starnberg                                                          | | ⊙ | 56        | 1986          |
| Wildmoos                                                                      |    | NSG-00119.01 WDPA: 82918     | Landkreis Starnberg                                                          | | ⊙ | 45,15     | 1979          |
| Bergener Moos                                                                 |    | NSG-00107.01 WDPA: 162379    | Landkreis Traunstein                                                         | | ⊙ | 109,91    | 1991          |
| Durchbruchstal der Tiroler Achen                                              |    | NSG-00150.01 WDPA: 81566     | Landkreis Traunstein                                                         | | ⊙ | 67,8      | 1997          |
| Endmoränenweiher südlich Asten                                                |    | NSG-00302.01 WDPA: 162949    | Landkreis Traunstein                                                         | | ⊙ | 6,43      | 1979          |
| Kendlmühlfilzen                                                               |    | NSG-00397.01 WDPA: 164053    | Landkreis Traunstein                                                         | | ⊙ | 744,49    | 1992          |
| Mettenhamer Filz                                                              | BW | NSG-00046.01 WDPA: 82162     | Landkreis Traunstein                                                         | | ⊙ | 44,96     | 1944          |
| Mündung der Tiroler Achen                                                     |    | NSG-00304.01 WDPA: 30119     | Landkreis Traunstein                                                         | | ⊙ | 1.264,48  | 1987          |
| Östliche Chiemgauer Alpen                                                     |    | NSG-00069.01 WDPA: 4415      | Landkreis Berchtesgadener Land, Landkreis Traunstein                         | LK Berchtesgadener Land 1.903,90 ha, LK Traunstein 7.853,76 ha | ⊙ | 9.757,66  | 1955          |
| Schönramer Moor                                                               |    | NSG-00055.01 WDPA: 82551     | Landkreis Traunstein                                                         | | ⊙ | 51,58     | 1950          |
| Seeoner Seen                                                                  |    | NSG-00229.01 WDPA: 165542    | Landkreis Traunstein                                                         | | ⊙ | 139,95    | 1985          |
| Sossauer Filz und Wildmoos                                                    | BW | NSG-00303.01 WDPA: 82606     | Landkreis Traunstein                                                         | | ⊙ | 245,51    | 1987          |
| Süssener und Lanzinger Moos                                                   | BW | NSG-00070.01 WDPA: 82678     | Landkreis Traunstein                                                         | | ⊙ | 36,45     | 1955          |
| Ammertal im Bereich der Ammerleite und Talbachhänge                           |    | NSG-00078.01 WDPA: 81303     | Landkreis Weilheim-Schongau                                                  | | ⊙ | 251,09    | 1953          |
| Bernrieder Filz                                                               |    | NSG-00073.01 WDPA: 81386     | Landkreis Weilheim-Schongau                                                  | | ⊙ | 42,88     | 1978          |
| Bichlbauernfilz mit Schwaigsee                                                |    | NSG-00185.01 WDPA: 81397     | Landkreis Weilheim-Schongau                                                  | | ⊙ | 44,3      | 1997          |
| Eibenwald bei Paterzell                                                       |    | NSG-00200.01 WDPA: 81580     | Landkreis Weilheim-Schongau                                                  | | ⊙ | 87,05     | 1987          |
| Fichtsee im Sindelsbachfilz                                                   |    | NSG-00026.01 WDPA: 81661     | Landkreis Weilheim-Schongau                                                  | | ⊙ | 129,74    | 1994          |
| Flachtenbergmoor                                                              |    | NSG-00053.01 WDPA: 81674     | Landkreis Weilheim-Schongau                                                  | | ⊙ | 8,29      | 1994          |
| Gerstenfilz                                                                   | BW | NSG-00061.01 WDPA: 81725     | Landkreis Weilheim-Schongau                                                  | | ⊙ | 10,9      | 1952          |
| Lechabschnitt Hirschauer Steilhalde – Litzauer Schleife                       |    | NSG-00284.01 WDPA: 164408    | Landkreis Weilheim-Schongau                                                  | | ⊙ | 188,53    | 1986          |
| Magnetsrieder Hardt                                                           |    | NSG-00147.01 WDPA: 82135     | Landkreis Weilheim-Schongau                                                  | | ⊙ | 90,26     | 1982          |
| Moore um die Wies                                                             |    | NSG-00361.01 WDPA: 164671    | Landkreis Weilheim-Schongau                                                  | | ⊙ | 375,4     | 1989          |
| Oberoblander Filz                                                             |    | NSG-00032.01 WDPA: 82271     | Landkreis Weilheim-Schongau                                                  | | ⊙ | 50,96     | 1940          |
| Osterseen                                                                     |    | NSG-00143.01 WDPA: 30120     | Landkreis Weilheim-Schongau                                                  | | ⊙ | 1.092,98  | 1981          |
| Pähler Schlucht                                                               |    | NSG-00191.01 WDPA: 82300     | Landkreis Weilheim-Schongau                                                  | | ⊙ | 16,55     | 1983          |
| Rohrmoos                                                                      |    | NSG-00067.01 WDPA: 165211    | Landkreis Weilheim-Schongau                                                  | | ⊙ | 63,73     | 1953          |
| Schollenmoos                                                                  |    | NSG-00054.01 WDPA: 165455    | Landkreis Weilheim-Schongau                                                  | | ⊙ | 18,78     | 1950          |
| Schwaigwaldmoos                                                               |    | NSG-00068.01 WDPA: 82560     | Landkreis Weilheim-Schongau                                                  | | ⊙ | 50,25     | 1953          |
| Schwarzlaichmoor                                                              |    | NSG-00057.01 WDPA: 82570     | Landkreis Weilheim-Schongau                                                  | | ⊙ | 127,44    | 1951          |
| Wildseefilz                                                                   |    | NSG-00029.01 WDPA: 82920     | Landkreis Weilheim-Schongau                                                  | | ⊙ | 49,25     | 1940          |
| Legende für Naturschutzgebiet                                                 |    |                              |                                                                              | |   |           |               |